# Steve McMahon
Steve McMahon (ur. 20 sierpnia 1961 w Halewood na przedmieściach Liverpoolu) – angielski piłkarz grający na pozycji defensywnego pomocnika.

## Kariera klubowa
McMahon urodził się na przedmieściach Liverpoolu. Karierę piłkarską rozpoczął w tamtejszym klubie Everton F.C. W 1980 roku został włączony do kadry pierwszej drużyny przez menedżera Gordona Lee, a 16 sierpnia tamtego roku zadebiutował w Division One, w przegranym 1:3 wyjazdowym spotkaniu z Sunderlandem. Od tego czasu stał się członkiem wyjściowej jedenastki, a na koniec sezonu 1980/1981 został uznany Piłkarzem Roku w głosowaniu kibiców Evertonu. Z czasem został mianowany kapitanem zespołu, jednak przez trzy sezony nie odniósł z „The Toffies” żadnych znaczących sukcesów i w 1983 roku zdecydował się odejść z zespołu, dla którego rozegrał 100 ligowych spotkań i strzelił 11 bramek.
20 maja 1983 roku McMahon przeszedł za 175 tysięcy funtów do Aston Villi odrzucając tym samym ofertę wielkiego rywala Evertonu, Liverpoolu F.C. W Aston Villi po raz pierwszy wystąpił 27 sierpnia w wygranym 4:3 domowym meczu na Villa Park z West Bromwich Albion. W 1984 roku Aston Villa zajęła jednak 10. pozycję w lidze, aż o 7 niżej niż poprzedni klub Steve’a Everton. Rok później „The Villans” ponownie zakończyli sezon na 10. miejscu, a Everton został wówczas mistrzem Anglii. Po rozpoczęciu sezonu 1985/1986 McMahon zdecydował się opuścić klub z Birmingham. W 75 ligowych meczach zdobył dla niego 7 bramek.
12 sierpnia 1985 roku McMahon podpisał kontrakt z Liverpoolem, a suma transferu wyniosła 350 tysięcy funtów. Stał się tym samym pierwszym nabytkiem nowego menedżera „The Reds”, Kenny’ego Dalglisha. Dwa dni później, 14 sierpnia, Steve zadebiutował w Liverpoolu, który zremisował 2:2 na wyjeździe z Oxford United. 21 września zaliczył swoje pierwsze trafienie dla nowej drużyny, która pokonała w derbach Liverpoolu Everton 3:2. W sezonie 1985/1986 został z Liverpoolem mistrzem Anglii, a także zdobył Puchar Anglii. W następnym sezonie Liverpool wywalczył wicemistrzostwo kraju i dotarł do finału Pucharu Ligi Angielskiej, jednak przegrał w nim 1:2 z Arsenalem. W jednej z wcześniejszych rund „The Reds” pokonali 10:0 Fulham, a McMahon zaliczył hat-tricka. Przed sezonem 1987/1988 Dalglish dokonał zmian w składzie, ale McMahon przedłużył kontrakt z klubem. Na koniec sezonu wywalczył swoje drugie mistrzostwo kraju oraz dotarł do finału Pucharu Anglii. W 1990 po raz trzeci i ostatni został mistrzem kraju. W tym pierwszym przypadku zdobył też swój ostatni angielski puchar. Do grudnia 1991 roku rozegrał dla Liverpoolu 204 ligowe mecze i strzelił w nich 29 goli.
Po rozegraniu 15 meczów w sezonie 1991/1992 24 grudnia 1991 McMahon został zawodnikiem Manchesteru City, który zdecydował się wyłożyć za niego 900 tysięcy funtów. 26 grudnia po raz pierwszy wystąpił w barwach „The Blues”, w wygranym 2:1 meczu z Norwich City. W Manchesterze grał do końca 1994 roku, ale nie osiągnął żadnych sukcesów z tym klubem. Rozegrał dla niego 87 meczów, w których zaliczył jedno trafienie. Następnie został grającym menedżerem Swindon Town z Division One i funkcję tę sprawował do 1998, czyli do czasu zakończenia kariery piłkarskiej.
| Sezon   | Klub                 | Kraj   | Rozgrywki      | Mecze | Bramki |
| ------- | -------------------- | ------ | -------------- | ----- | ------ |
| 1980/81 | Everton F.C.         | Anglia | Division One   | 34    | 5      |
| 1981/82 | Everton F.C.         | Anglia | Division One   | 32    | 2      |
| 1982/83 | Everton F.C.         | Anglia | Division One   | 34    | 4      |
| 1983/84 | Aston Villa F.C.     | Anglia | Division One   | 37    | 5      |
| 1984/85 | Aston Villa F.C.     | Anglia | Division One   | 35    | 2      |
| 1985/86 | Aston Villa F.C.     | Anglia | Division One   | 3     | 0      |
| 1985/86 | Liverpool F.C.       | Anglia | Division One   | 23    | 6      |
| 1986/87 | Liverpool F.C.       | Anglia | Division One   | 37    | 5      |
| 1987/88 | Liverpool F.C.       | Anglia | Division One   | 40    | 9      |
| 1988/89 | Liverpool F.C.       | Anglia | Division One   | 29    | 3      |
| 1989/90 | Liverpool F.C.       | Anglia | Division One   | 38    | 5      |
| 1990/91 | Liverpool F.C.       | Anglia | Division One   | 22    | 0      |
| 1991/92 | Liverpool F.C.       | Anglia | Division One   | 15    | 1      |
| 1991/92 | Manchester City F.C. | Anglia | Division One   | 18    | 0      |
| 1992/93 | Manchester City F.C. | Anglia | Premier League | 27    | 1      |
| 1993/94 | Manchester City F.C. | Anglia | Premier League | 35    | 0      |
| 1994/95 | Manchester City F.C. | Anglia | Premier League | 7     | 0      |
| 1994/95 | Swindon Town F.C.    | Anglia | Division One   | 17    | 0      |
| 1995/96 | Swindon Town F.C.    | Anglia | Division Two   | 21    | 0      |
| 1996/97 | Swindon Town F.C.    | Anglia | Division One   | 3     | 0      |
| 1997/98 | Swindon Town F.C.    | Anglia | Division One   | 1     | 0      |

## Kariera reprezentacyjna
W latach 1981–1984 McMahon zaliczył 6 meczów w reprezentacji Anglii U-21. W pierwszej reprezentacji zadebiutował 17 lutego 1988 roku w zremisowanym bezbramkowo towarzyskim spotkaniu z Izraelem, rozegranym w Tel Awiwie. W tym samym roku został powołany przez selekcjonera kadry Albionu, Bobby’ego Robsona do zespołu na Euro 88 w RFN. Tam Steve wystąpił tylko w jednym grupowym spotkaniu, przegranym 1:3 ze Związkiem Radzieckim. W 1990 roku zaliczył swój drugi międzynarodowy turniej - Mistrzostwa Świata we Włoszech. Tam zagrał we czterech meczach: grupowych z Irlandią (1:1) i Egiptem (1:0), a także 1/8 finału z Belgią (1:0) oraz o 3. miejsce z Włochami (1:2). Swój ostatni mecz w kadrze narodowej McMahon rozegrał 14 listopada 1990 przeciwko Irlandii (1:1) w ramach eliminacji do Euro 92. Łącznie wystąpił w niej 17 razy.

## Kariera trenerska
W 1994 roku McMahon po odejściu z Manchesteru City został grającym menedżerem Swindon Town. Po spadku z Premier League bronił ten zespół przed kolejnym spadkiem o klasę niżej. Po odejściu z klubu Norwega Jana Åge Fjørtofta zespół zaczął przegrywać, aż ostatecznie spadł do Division Two. Jednak w sezonie 1995/1996 Swindon wywalczył mistrzostwo ligi i powrócił do Division One. McMahon trzykrotnie był uznawany Menedżerem Miesiąca, a ostatecznie otrzymał nagrodę dla Menedżera Roku. Przez kolejne dwa sezony zespół nie osiągał większych sukcesów, a po pierwszych pięciu meczach sezonu 1998/1999 McMahon został zwolniony. W 2000 roku został menedżerem Blackpool, jednak trzy miesiące później drużyna spadła do Division Three, ale rok później wygrała fazę pla-off i wrociła do Division Two. W 2004 roku Steve odszedł z Blackpool, a w 2005 został trenerem australijskiego Perth Glory. Pod koniec roku został zwolniony ze stanowiska.